# Sisyrinchium fuscatum
Sisyrinchium fuscatum är en irisväxtart som beskrevs av Eugene Pintard Bicknell. Sisyrinchium fuscatum ingår i släktet gräsliljor, och familjen irisväxter. Inga underarter finns listade i Catalogue of Life.

## Bildgalleri

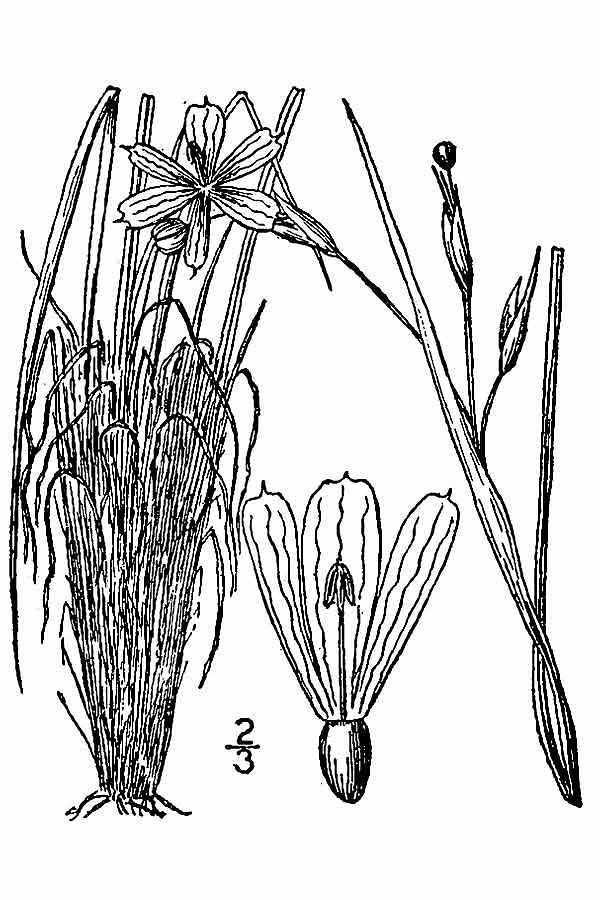